# Gustavo Adolfo Bécquer
Gustavo Adolfo Domínguez Bastida (Sevilha, 17 de Fevereiro de 1836 – Madrid, 22 de Dezembro de 1870) mais conhecido como Gustavo Adolfo Bécquer, foi um poeta e escritor romântico espanhol (principalmente contos), também dramaturgo, colunista literário e talentoso em desenho. Hoje é considerado uma das figuras mais importantes da literatura espanhola, e é considerado por alguns como o escritor mais lido depois de Miguel de Cervantes. Ele adotou o pseudônimo de Bécquer como seu irmão Valeriano Bécquer, um pintor, havia feito antes. Ele foi associado ao romantismo e movimentos pós-romantismo e escreveu enquanto o realismo fazia sucesso na Espanha. Ele foi moderadamente conhecido durante sua vida, mas foi após sua morte que a maioria de suas obras foi publicada. Suas obras mais conhecidas são as Rimas e as Lendas, geralmente publicadas juntas como Rimas y leyendas. Esses poemas e contos são essenciais para o estudo da literatura espanhola e da leitura comum para alunos do ensino médio em países de língua espanhola.
Seu trabalho abordou a poesia e os temas tradicionais de uma forma moderna, e ele é considerado o fundador do lirismo espanhol moderno. A influência de Bécquer sobre os poetas de língua espanhola do século XX pode ser sentida nas obras de Luis Cernuda, Octavio Paz e Giannina Braschi.
Bécquer influenciou vários escritores de língua espanhola posteriores, incluindo Luis Cernuda, Giannina Braschi, Octavio Paz, Antonio Machado, Juan Ramón Jiménez. O próprio Bécquer foi influenciado por - direta e indiretamente - Cervantes, Shakespeare, Goethe, Heinrich Heine.

## Biografia
Gustavo Adolfo Bécquer nasceu em 1836 com o sobrenome de Domínguez Bastida, mas escolheu o segundo sobrenome do pai flamengo, Bécquer, pois a família era conhecida na cidade. Seu pai, José Domínguez Bécquer, descendente de uma família de origem flamenga radicada na capital andaluza no século XVI e muito respeitada na cidade, foi um pintor de relativamente boa reputação em sua cidade natal. Suas pinturas eram muito procuradas, principalmente entre os turistas que visitavam a região. José tinha um grande talento e isso influenciou muito o jovem Gustavo, que desde muito cedo demonstrou amor pela pintura e uma habilidade inata para desenhar e desenhar. Ele era muito talentoso e continuou desenhando ao longo da vida, embora nunca tenha sido seu foco principal.
Bécquer ficou órfão muito jovem: perdeu o pai aos 5 anos e a mãe apenas 6 anos depois. O jovem Gustavo iniciou seus estudos no colégio San Antonio Abad, até ser admitido como aluno do colégio San Telmo em 1846, uma instituição náutica. Foi nessa escola que conheceu Narciso Campillo, com quem construiu uma forte amizade. Foi também com Campillo que Bécquer começou a mostrar sua vocação literária, pois os dois meninos começaram a escrever enquanto compartilhavam o tempo em San Telmo. Um ano depois, a escola foi fechada por ordem real. Gustavo e seus irmãos foram então acolhidos pelo tio, Don Juan de Vargas, que cuidou dos filhos como se fossem seus. Pouco depois, Gustavo passou a morar com sua madrinha, Doña Manuela Monahay, cuja extensa biblioteca fornecia ao jovem Bécquer intermináveis horas de entretenimento, que Doña Manuela permitiu com prazer. Nesse período, Campillo lembra que o poeta mal saía da casa da madrinha, pois passava horas devorando os volumes de sua biblioteca. A madrinha de Gustavo, pessoa culta e também abastada, sustentava sua paixão pelo estudo das artes e da história. Porém, ela queria que Gustavo tivesse uma profissão, por isso em 1850 conseguiu que ele fosse admitido como aluno no ateliê de Dom Antonio Cabral Bejarano, no colégio Santa Isabel de Hungria. Gustavo trabalhou no ateliê por apenas dois anos, quando se mudou para o ateliê do tio Joaquim e continuou desenvolvendo suas habilidades ao lado do irmão uma pessoa bem-educada e também abastada, apoiava sua paixão pelo estudo das artes e da história. Porém, ela queria que Gustavo tivesse uma profissão, por isso em 1850 conseguiu que ele fosse admitido como aluno no ateliê de Dom Antonio Cabral Bejarano, no colégio Santa Isabel de Hungria. Gustavo trabalhou no ateliê por apenas dois anos, quando se mudou para o ateliê do tio Joaquim e continuou desenvolvendo suas habilidades ao lado do irmão uma pessoa bem-educada e também abastada, apoiava sua paixão pelo estudo das artes e da história. Porém, ela queria que Gustavo tivesse uma profissão, por isso em 1850 conseguiu que ele fosse admitido como aluno no ateliê de Dom Antonio Cabral Bejarano, no colégio Santa Isabel de Hungria. Gustavo trabalhou no ateliê por apenas dois anos, quando se mudou para o ateliê do tio Joaquim e continuou desenvolvendo suas habilidades ao lado do irmão Valeriano, que já estudava lá. Gustavo e Valeriano tornaram-se, a partir daí, amigos muito próximos, e ambos se influenciaram muito ao longo da vida. Luciano, outro irmão do poeta, também estudou com eles nesse período. O estudo da arte do desenho não desviou Gustavo de sua paixão pela poesia; além disso, seu tio Joaquin pagou por suas aulas de latim, o que o aproximou de seu amado Horácio, uma de suas primeiras influências. Joaquin notou também a grande aptidão do sobrinho para as palavras e encorajou-o a seguir a carreira de escritor, ao contrário dos desígnios de Dona Manuela, com quem Gustavo ainda vivia na época.
Em 1853, aos dezessete anos, mudou-se para Madrid para realizar o sonho de tornar-se poeta. Junto com os amigos Narciso Campillo e Julio Nombela, também poetas, sonhavam em se mudar para Madrid juntos e vender sua poesia por um bom dinheiro, embora a realidade fosse bem diferente. Nombela foi o primeiro a partir para Madrid naquele ano, ao lado da família. Depois de longas discussões sobre a viagem com Dona Manuela, que resistiu à ideia, Bécquer finalmente partiu para Madri em outubro do mesmo ano, sozinho e bastante pobre, exceto pelo pouco dinheiro que seu tio lhe proporcionava. O terceiro amigo, Campillo, só saiu de Sevilha algum tempo depois.
A vida em Madrid não era fácil para o poeta. O sonho de fortuna que havia guiado seus passos em direção à cidade foi substituído por uma realidade de pobreza e desilusão. Os dois amigos logo se juntaram a Luis García Luna, também poeta sevilhano, que compartilhava os mesmos sonhos de grandeza. Os três começaram a escrever e a tentar dar-se a conhecer como autores, sem muita sorte. Bécquer, o único dos três sem emprego real e uma renda estável, foi morar com uma conhecida de Luna, Dona Soledad. Um ano depois, em 1854, muda-se com seu irmão Valeriano para Toledo, lugar encantador onde escreve seu livro: "História dos templos espanhóis". O poeta se interessou por Lord Byron e suas "Melodias Hebraicas" ou sua "Heine del Intermezzo", com a ajuda de Eulogio Florentino na tradução.
O poeta morreu em 22 de dezembro de 1870 de tuberculose, uma doença conhecida como "a doença romântica", por ser comum durante o período romântico na Espanha. Antes que essa trágica doença lhe tirasse a vida, Bécquer pediu a seu bom amigo Augusto Ferrán, também poeta, que queimasse todas as suas cartas e publicasse seus poemas, pois pensava que uma vez morto seu trabalho teria mais valor. Seu corpo foi sepultado em Madri e posteriormente transferido para Sevilha junto com o de seu irmão.

## Início de carreira
Depois de várias tentativas fracassadas de comerciais com seus amigos, o escritor finalmente aceitou um emprego como redator de um pequeno jornal. Isso, no entanto, não durou muito, e logo Gustavo estava novamente sem emprego. Foi então que, em 1855, Valeriano chegou a Madrid e Gustavo foi morar com o irmão. Eles nunca mais se separariam depois disso.
Após algumas outras tentativas malsucedidas de publicar seu trabalho, Bécquer e Luna começaram a trabalhar juntos escrevendo peças de quadrinhos para o teatro, como meio de ganhar a vida. Essa colaboração continuou até 1860. Nessa época, Bécquer trabalhou intensamente em seu atrasado projeto Historia de los templos de España, cujo primeiro volume viu a luz do dia em 1857. Foi também neste período que ele conheceria o jovem poeta cubano Rodríguez Correa, que mais tarde desempenharia um papel importante na coleção de suas obras para publicação póstuma. Foi nessa época, entre 1857 e 1858, que Bécquer adoeceu e foi deixado aos cuidados de seu irmão e amigos. Pouco depois, ele conheceu por acaso uma garota chamada Julia Espín, por quem se apaixonou profundamente, e que também serviu de inspiração para grande parte de sua poesia romântica. Esse amor, no entanto, não foi correspondido.
Por volta de 1860, Rodríguez Correa conseguiu um cargo no governo de Bécquer, de onde foi demitido pouco depois por passar o tempo escrevendo e desenhando no trabalho.

## Vida amorosa e carreira literária
Em 1861, Bécquer conheceu Casta Esteban Navarro e se casou com ela em maio de 1861. Acredita-se que Bécquer teve um romance com outra garota chamada Elisa Guillén pouco antes do casamento, que também parece ter sido arranjado, (se não um tanto forçado), pelos pais da menina. O poeta não gostou do casamento e aproveitou para seguir o irmão Valeriano em suas constantes viagens. Casta começou a namorar um homem com quem teve um relacionamento pouco antes de se casar com Bécquer, algo que mais tarde foi atribuído às viagens de Bécquer e à falta de atenção dos conhecidos de Casta. O poeta escreveu muito pouco sobre Casta, como boa parte de sua inspiração nessa época, (como é o caso da famosa rima LIII), veio de seus sentimentos por Elisa Guillén. Casta e Gustavo tiveram três filhos: Gregorio Gustavo Adolfo, Jorge e Emilio Eusebio. O terceiro filho foi possivelmente fruto das relações extraconjugais de Casta.
Em 1865, Bécquer deixou de escrever para a prolífica seção literária do jornal El Contemporáneo, onde finalmente ganhou fama como escritor, e começou a escrever para dois outros, El Museo Universal e Los Tiempos, este último fundado após a dissolução de El Contemporáneo. Ele também havia sido nomeado para um cargo governamental, fiscal de novelas (advogado supervisor de romances e literatura publicada) por seu amigo, patrono e benfeitor, fundador dos jornais El Contemporáneo e Los Tiempos, ex-presidente da Espanha e então ministro espanhol de Assuntos Internos, Luis González Bravo. Este foi um trabalho bem remunerado, que Bécquer manteve até 1868. Deste trabalho governamental, ele conseguiu para seu irmão Valeriano uma pensão do governo como pintor de "costumes e tradições folclóricas regionais espanholas". Durante este período, o poeta concentrou-se em terminar as suas compilações dos poemas Rimas (Rimas) e Libro de los gorriones (Livro dos Pardais), pelo que não publicou muitas das suas obras. Um manuscrito completo de seus poemas foi dado para publicação a Luis González Bravo, (Presidente da Espanha pela segunda vez em 1868), como ele o havia oferecido de modo favorável a Bécquer, mas lamentavelmente foi perdido durante a revolução política de 1868, que Presidente Luis González Bravo exilado às pressas e a Rainha Isabel II da Espanha foi para a França. Foi nessa época que o poeta deixou a Espanha e foi para Paris, embora não tenha retornado muito depois. Em 1869, o poeta e seu irmão voltaram juntos para Madrid, junto com os filhos de Gustavo. Aqui, ele começou a reescrever o livro que havia desaparecido devido ao exílio forçado de seu leal benfeitor Luis González Bravo na França no ano anterior. Gustavo estava, então, levando uma vida boêmia, como seus amigos mais tarde descreveram. Com o único propósito de colocar o pão na mesa, Bécquer voltou a escrever para o El museo universal e, em seguida, saiu para assumir o cargo de diretor literário de uma nova revista artística chamada La ilustración de Madrid. Valeriano também colaborou com este projeto. As publicações de Gustavo nesta revista consistiam principalmente em textos curtos para acompanhar as ilustrações de seu irmão. Por volta dessa época, entre 1868 e 1869, os dois irmãos publicaram um livro de ilustrações satíricas e eróticas sob pseudônimo, que criticava com humor a vida da realeza na Espanha, chamado Los Borbones en pelotas.
Em 1870, Valeriano adoeceu e morreu no dia 23 de setembro. Isso teve um impacto terrível em Gustavo, que sofreu uma grave depressão. Depois de publicar alguns curtos trabalhos na revista, o poeta também adoeceu gravemente e morreu na pobreza em Madri, no dia 22 de dezembro, quase três meses depois de seu querido irmão. A causa da morte é debatida: enquanto seus amigos descreviam sintomas de tuberculose pulmonar, um estudo posterior indica que ele pode ter morrido de complicações hepáticas. Dizem que algumas de suas últimas palavras foram "Acordaos de mis niños" ("lembre-se-não se esqueça- meus filhos").
Após sua morte, seu amigo Rodríguez Correa, com a colaboração de Campillo, Nombela e Augusto Ferrán, coletou e organizou seus manuscritos para publicação, como forma de ajudar a viúva e os filhos do poeta. A primeira edição de seu esforço foi publicada em 1871 e um segundo volume foi publicado seis anos depois. Outras revisões surgiram nas edições lançadas em 1881, 1885 e 1898.
Em contos em prosa como El Rayo de Luna, El Beso e La Rosa de Pasión, Bécquer é manifestamente influenciado por ETA Hoffmann e, como poeta, tem analogias com Heine. Sua obra está inacabada e desigual, mas é singularmente livre da retórica característica de sua Andaluzia natal, e seu ardor lírico é de uma bela doçura e sinceridade. Ele também escreveu em estilo epistolar: Cartas desde mi Celda - escrita durante suas viagens ao Mosteiro de Veruela - ou La Mujer de Piedra ou pequenas peças de teatro La novia y el pantalón. Não é tão conhecido que ele era um excelente artista gráfico. A maior parte de seu trabalho concentrava-se na espontaneidade do amor e na solidão da natureza. A sua obra, e em particular as suas Rimas, são consideradas algumas das obras mais importantes da poesia espanhola, influenciando fortemente as gerações seguintes de escritores, nomeadamente autores como Antonio Machado e Juan Ramón Jiménez, escritores pertencentes à Geração de '27, como Federico García Lorca e Jorge Guillén, e muitos escritores hispano-estadunidense como Rubén Darío.

## Trabalhos

### Rimas (Rimas)
Os poemas de Bécquer foram recitados de memória por seus contemporâneos e influenciaram muito as gerações posteriores. Modelado em formas de estrofes breves, musicais e eróticas, os 77 Rimas de Bécquer chegam a alguns milhares de versos, considerados o fundamento da poesia espanhola moderna. Luis Cernuda escreveu: 'Há em Bécquer uma qualidade poética essencial: a de expressar com uma clareza e firmeza que só os clássicos têm... Bécquer desempenha em nossa poesia moderna um papel equivalente ao de Garcilaso em nossa poesia clássica: o de criar um novo tradição, que ele confere a seus descendentes. Seu livro foi composto após sua morte a partir de várias fontes, a principal sendo um manuscrito do próprio Bécquer, O Livro dos Pardais.
Os pássaros são um motivo que aparece com frequência no cânone de Bécquer, como em "Rima LIII" (Rima 53), onde as andorinhas aparecem como sinal do fim de uma relação apaixonada.
| Volverán las oscuras golondrinas En tu balcón sus nidos a colgar Y otra vez con el ala a sus cristales, Jugando llamarán. Pero aquellas que el vuelo refrenaban Tu hermosura y mi dicha a contemplar, Aquellas que aprendieron nuestros nombres, ¡Esas... no volverán! | As andorinhas negras vão devolver seus ninhos na sua varanda, para pendurar. E novamente com suas asas nas janelas, Brincando, eles chamarão. Mas aqueles que desaceleravam seu vôo sua beleza e minha felicidade em assistir, Esses, que aprenderam nossos nomes, Esses... não voltarão! |

O refrão "¡Esas... no volverán!" aparece no vigésimo romance Yo-Yo Boing! pelo porto-riquenho poeta Giannina Braschi, que faz referência andorinhas de Bécquer para descrever a tristeza e angústia de um romance fracassado.
Em Rimas (Rima 21) Becquer escreveu um dos poemas mais famosos da língua espanhola. O poema pode ser lido como uma resposta a um amante que perguntou o que era poesia:
| ¿Qué es poesía ?, dices mientras clavas en mi pupila tu pupila azul. ¡Qué es poesía! ¿Y tú me lo preguntas? Poesía... eres tú. | O que é poesia? você pergunta, enquanto fixa sua pupila azul na minha. O que é poesia! E você está me perguntando? Poesia... é você. |

### Leyendas
As lendas são uma variedade de contos românticos. Como o nome indica, a maioria tem um tom lendário. Alguns retratam eventos sobrenaturais e semirreligiosos (cristãos), como O Monte das Almas, Os Olhos Verdes, A Rosa da Paixão (um libelo de sangue) com referências ao Santo Menino de la Guardia e O miserere (uma canção religiosa). Outros cobrem eventos mais ou menos normais de uma visão romântica, como The Moonlight Ray e Three Dates.
As Leyendas (Lendas) são:
- El caudillo de las manos rojas, 1858.
- La vuelta del combate, 1858. (Continuação: El caudillo de las manos rojas).
- La cruz del diablo, 1860.
- La ajorca de oro, 1861.
- El monte de las ánimas, 1861.
- Los ojos verdes, 1861.
- Maese Pérez, el organista, 1861.
- Creed en Dios, 1862.
- El rayo de luna, 1862.
- El Miserere, 1862.
- Tres fechas, 1862.
- El Cristo de la calavera, 1862.
- El gnomo, 1863.
- La cueva de la mora, 1863.
- La promesa, 1863.
- La corza blanca, 1863.
- El beso, 1863.
- La Rosa de Pasión, 1864.
- La creación, 1861.
- ¡Es raro!, 1861.
- El aderezo de las esmeraldas, 1862.
- La venta de los gatos, 1862.
- Apólogo, 1863.
- Un boceto del natural, 1863.
- Un lance pesado.
- Memorias de un pavo, 1865.
- Las hojas secas.
- Historia de una mariposa y una araña.
- La voz del silencio, 1923, Lançado por Fernando Iglesias Figueroa.
- La fe salva, 1923, Lançado por Fernando Iglesias Figueroa.
- La mujer de piedra, inacabado.
- Amores proibidos.
- El rey Alberto.

### Narrativa
Ele também escreveu algumas peças narrativas em prosa, "Narraciones", que são carregadas de imaginação e implausibilidade, como "Memorias de un Pavo" (Memórias de uma Turquia) em que, como o título indica, descreve a viagem de um peru da fazenda natal para a cidade, e sua compra para ser comida, quando suas inscrições são descobertas dentro do corpo já cozido.